# Čaprginci
Čaprginci falu Horvátországban, Bród-Szávamente megyében. Közigazgatásilag Okucsányhoz tartozik.

## Fekvése
Bródtól légvonalban 64, közúton 84 km-re északnyugatra, Pozsegától   légvonalban 35, közúton 55 km-re nyugatra, községközpontjától légvonalban 7, közúton 9 km-re északra, a Psunj-hegység lejtőin fekszik.

## Története
A település valószínűleg török kiűzése után a 18. század elején keletkezett, amikor részben Boszniából részben az ország más vidékeiről pravoszláv vlachok települtek ide be. Az első katonai felmérés térképén „Dorf Szapriginczy” néven található. Lipszky János 1808-ban Budán kiadott repertóriumában „Chapregnicze” néven szerepel.  
Nagy Lajos 1829-ben kiadott művében „Csapregnicze” néven 62 házzal, 6 katolikus és 363 ortodox vallású lakossal találjuk.  A gradiskai határőrezredhez tartozott, majd a katonai közigazgatás megszüntetése után Pozsega vármegyéhez csatolták. 
1857-ben 148, 1910-ben 186 lakosa volt. Az 1910-es népszámlálás szerint teljes lakossága szerb anyanyelvű volt. Pozsega vármegye Újgradiskai járásának része volt. Az első világháború után 1918-ban az új szerb-horvát-szlovén állam, majd később (1929-ben) Jugoszlávia része lett. 
1991-től a független Horvátországhoz tartozik. 1991-ben teljes lakossága szerb nemzetiségű volt. A délszláv háború során a település már a háború elején szerb ellenőrzés alá került. 1995. május 2-án a „Bljesak-95” hadművelet második napján foglalta vissza a horvát hadsereg. A szerb lakosság legnagyobb része elmenekült. 2011-ben a településnek 3 lakosa volt. 

## Lakossága
| Lakosság változása | Lakosság változása | Lakosság változása | Lakosság változása | Lakosság változása | Lakosság változása | Lakosság változása | Lakosság változása | Lakosság változása | Lakosság változása | Lakosság változása | Lakosság változása | Lakosság változása | Lakosság változása | Lakosság változása | Lakosság változása |
| ------------------ | ------------------ | ------------------ | ------------------ | ------------------ | ------------------ | ------------------ | ------------------ | ------------------ | ------------------ | ------------------ | ------------------ | ------------------ | ------------------ | ------------------ | ------------------ |
| 1857               | 1869               | 1880               | 1890               | 1900               | 1910               | 1921               | 1931               | 1948               | 1953               | 1961               | 1971               | 1981               | 1991               | 2001               | 2011               |
| 148                | 116                | 114                | 151                | 165                | 186                | 194                | 192                | 139                | 126                | 128                | 136                | 123                | 94                 | 13                 | 3                  |